# Коровкін Василь Тимофійович
Васи́ль Тимофі́йович Коро́вкін (1906 — ?) — український радянський діяч, голова виконавчого комітету Овруцької районної ради депутатів трудящих Житомирської області, 1-й секретар Овруцького районного комітету КП(б)У Житомирської області. Депутат Верховної Ради УРСР 2-го скликання.

## Життєпис
Трудову діяльність розпочав пастухом в приазовському степу. Працював на шахті.
Член ВКП(б).
До 1941 року — голова виконавчого комітету Овруцької районної ради депутатів трудящих Житомирської області. 
З 1941 року — учасник німецько-радянської війни. Воював у партизанському загоні з'єднання Сабурова, був політруком роти.
З листопада 1943 року — голова виконавчого комітету Овруцької районної ради депутатів трудящих Житомирської області.
У 1944—1947 роках — 1-й секретар Овруцького районного комітету КП(б)У Житомирської області.

## Нагороди
- орден Трудового Червоного Прапора (23.01.1948)
- орден Вітчизняної війни 1-го ст. (1.02.1945)
- медалі